# Chalcides mertensi
Chalcides mertensi är en ödla i släktet valsskinkar som förekommer i norra Afrika. Artepitet i det vetenskapliga namnet hedrar antagligen zoologen Robert Friedrich Wilhelm Mertens.
Arten lever i norra Algeriet och norra Tunisien. En liten avskild population finns längre söderut. Individerna vistas i låglandet och i bergstrakter upp till 1500 meter över havet. De hittas i öppna skogar, buskskogar, savanner och andra gräsmarker. Exemplaren besöker även odlingsmark. Honor lägger inga ägg utan föder levande ungar.
Beståndet påverkas av intensivt bruk av betesmarker. I lämpliga habitat är ödlan vanligt förekommande. IUCN listar arten som livskraftig (LC).